# ترابيا
ترابيا (بالإيطالية: Trabia)‏ هي بلدية في مقاطعة باليرمو في صقلية الإيطالية.

## السكان
في سنة 1861 بلغ عدد السكان 3٬391 نسمة، وتطور العدد ليصل في سنة 2011 لـ 9٬344 نسمة.
يظهر هذا المخطط البياني تطور النمو السكاني لـ ترابيا